# Pajapita
Pajapita est une ville du Guatemala dans le département de San Marcos.